# Francis Price Blackwood
Francis Price Blackwood (Londra, 25 maggio 1809 – Richmond upon Thames, 22 marzo 1854) è stato un ufficiale ed esploratore britannico.

## Biografia
Blackwood era il secondo figlio del vice ammiraglio Sir Henry Blackwood e la sua terza moglie, Harriet Gore. Blackwood entrò in marina all'età di dodici anni e venne arruolato l'8 agosto 1828 unendosi all'HMS Ariadne sotto il capitano Frederick Marryat. Ha poi prestato servizio sulla HMS Alligator sotto il capitano Charles Yorke.
Fu nel 1833 che Blackwood fu nominato capitano della HMS Hyacinth, una nave con cui viaggiò in Australia e verso la costa nord-orientale per raccogliere dati idrografici. Nel 1838 Blackwood ricevette una promozione al grado di capitano.

### In viaggio con laFly
Tre anni dopo, Blackwood fu selezionato per comandare lo sloop HMS Fly. Fu nominato con lo scopo di partecipare all'indagine idrografica commissionata dall'Ammiragliato, che prevedeva l'esplorazione e la cartografia delle acque della costa nord-orientale australiana.
Dotata di una vasta gamma di strumenti costosi e ospitando due scienziati (Joseph Jukes, un geologo, e John MacGillivray, uno zoologo), la Fly partì da Falmouth, in Cornovaglia, nel 1842, con l'accompagnamento del cutter Bramble (sotto il comando del tenente Charles Yule). Dopo essersi fermati nella città di Hobart tra i mesi di agosto e ottobre, fu solo nel dicembre 1842 che iniziò l'indagine, dopo che le navi arrivarono a Sydney.
Nei tre anni successivi, Fly viaggiò e tracciò una carta da Capo Sandy sull'isola di Fraser a Whitsunday Island, e navigò oltre una serie di altre isole, tra cui Swain Reefs e le Isole Capricorn e Bunker e il passaggio tra queste due. La Fly cartografò le linee esterne della Grande Barriera Corallina. Fu, in parte, grazie ai risultati idrografici ed esplorativi di Blackwood e dei suoi compagni a bordo del Fly che nel 1844 fu eretto un faro sull'isola di Raine con lo scopo di consentire viaggi più sicuri attraverso la Grande Barriera Corallina, in modo da assicurare il miglior passaggio.
Fu durante questo periodo che Bramble esplorò lo Stretto di Endeavour.
Successivamente, alla fine del 1844, Blackwood intraprese un breve viaggio sulla Fly a Surabaya, ma tornò nell'aprile 1845 per tracciare una rotta di navigazione tra Bramble Cay ed Endeavour Strait.
Successivamente, Blackwood esplorò diverse altre aree, tra cui 160 km della costa sud-orientale della Nuova Guinea nel Golfo di Papua, dove scoprì il fiume Fly e lo chiamò con il nome della sua nave. Durante questo periodo esplorò le acque vicino a Singapore.
Fu dopo questa tappa a Singapore, la Fly tornò a Sydney e poi, con Blackwood a bordo, salpò per l'Inghilterra nel dicembre del 1845.

## Ritorno in Inghilterra
Un anno dopo essere tornato in Inghilterra, Blackwood entrò nel Jesus College di Cambridge. Il 12 ottobre 1848, Blackwood prese in moglie Jemima Sarah Strode. Il 22 marzo 1854, Blackwood morì e fu sepolto al Kensal Green Cemetery. 
La città di Blackwood nello stato di Victoria in Australia ha ricevuto il nome dal capitano Francis Price Blackwood.

## Opere
- F.P. Blackwood, Directions for the Outer Passage from Sydney to Torres Strait.